# Communauté de communes Les Vallons du Guiers
Pour les articles homonymes, voir CCVG.
La communauté de communes Les Vallons du Guiers est une ancienne communauté de communes française, située dans le département de l'Isère et la région Rhône-Alpes. Elle fusionne le 1er janvier 2017 avec 4 autres Communauté de communes pour créer la Communauté de communes des Vals du Dauphiné.

## Composition
La communauté de communes regroupait 9 communes :
| Nom                           | Code Insee | Gentilé          | Superficie (km2) | Population (dernière pop. légale) | Densité (hab./km2) |
| ----------------------------- | ---------- | ---------------- | ---------------- | --------------------------------- | ------------------ |
| Le Pont-de-Beauvoisin (siège) | 38315      | Pontois          | 7,36             | 3 546 (2014)                      | 482                |
| Aoste                         | 38012      | Aostiens         | 9,82             | 2 797 (2014)                      | 285                |
| Chimilin                      | 38104      | Chimilinois      | 9,66             | 1 458 (2014)                      | 151                |
| Granieu                       | 38183      | Granieulans      | 3,73             | 471 (2014)                        | 126                |
| Pressins                      | 38323      | Pressinois       | 10,10            | 1 143 (2014)                      | 113                |
| Romagnieu                     | 38343      | Romagniolans     | 17,11            | 1 549 (2014)                      | 91                 |
| Saint-Albin-de-Vaulserre      | 38354      | Saint-Albinois   | 4,99             | 398 (2014)                        | 80                 |
| Saint-Jean-d'Avelanne         | 38398      | Saint-Jeannais   | 7,85             | 939 (2014)                        | 120                |
| Saint-Martin-de-Vaulserre     | 38420      | Saint-Martiniaux | 3,92             | 256 (2014)                        | 65                 |

## Compétences
1. AMENAGEMENT DE L’ESPACE 
  - Acquisitions et constitutions de réserves foncières destinées aux compétences communautaires conformément aux possibilités offertes par l’article L 300-1 du Code de l’Urbanisme
  - Schéma directeur et schéma de secteur
  - Numérisation du cadastre et système d'information géographique
2. DEVELOPPEMENT ECONOMIQUE 
  - Aménagement, entretien et gestion de zones d'activité industrielle, commerciale, tertiaire, artisanale ou touristique qui sont d'intérêt communautaire ;

Sont d’intérêt communautaire les 
  - ZA Muneri à Romagnieu
  - ZA "les Moulins " à Granieu
  - ZA "le Sablon" à Pressins
  - ZA "l'Izelette" à Aoste
  - ZA "Charbonneaux" à Chimilin
  - et toutes zones d’activité futures de plus d'1 hectare

  - Actions de développement économique d'intérêt communautaire : reprise et l'aménagement de friches industrielles, le rachat de réserves foncières, la création d'ateliers relais, l'installation de pépinières d'entreprises, la recherche de partenaires porteurs d'emplois, la participation au Comité d'Expansions Economique, la participation à Nord Isère Initiative, toute participation aux organismes œuvrant pour ces actions, la création de réseaux d'entreprises
3. EMPLOI ET FORMATION
  - Création d'un pôle « Emploi et Insertion »
  - Action en faveur de la création d'emplois, de la formation et de la recherche d'emploi
  - Participation financière à la Mission Locale pour l'Emploi et autres organismes œuvrant sur l'emploi et la formation
4. LOGEMENT
La Communauté de Communes contribue à améliorer les conditions de logement, de vie et d'accueil des populations en veillant à l'équilibre social de l'habitat sur le territoire communautaire à travers :
  - programme Local de l'Habitat (PLH)
  - un Comité Local de l'Habitat (CLH)
  - la réalisation d'Opérations Programmées d'Amélioration de l'Habitat (OPAH)
  - l'étude d'un programme de réhabilitation des logements dégradés
  - coordonner les besoins des communes en matière d'habitat locatif
  - mise en place d'un observatoire du logement
  - une aide à l'architecture des constructions individuelles (CAUE)
5. ENVIRONNEMENT
  - Création, gestion et entretien des sentiers thématiques et de randonnées dans lecadre du Plan Départemental des Itinéraires de Promenade et de Randonnée (PDIPR)
  - Gestion, création et entretien d'Espaces Naturels Sensibles
6. VOIRIE
  - Traitement des entrées d'agglomération en vue d'assurer une cohérence au niveau de l'aire communautaire (signalétique)
  - Création, aménagement et entretien des voiries classées et des chemins goudronnés figurant au tableau actuel ou futur de la DDE.
  - Voiries d'accès aux ZA intercommunales avec sa signalétique.
  - Les communes garderont à leur charge :
    - les trottoirs et bordures
    - l'aménagement des places de village et de ville,
    - les parkings, la signalétique, le marquage au sol,
    - création des aménagements de sécurité
    - le nettoiement, balayage et déneigement
    - l'éclairage public
    - tous travaux exceptionnels dus à des conditions atmosphériques extrêmes : coulée de boue, glissement de terrain reste de compétence communale
7. SOCIAL 
  - Création, aménagement, entretien et gestion des structures d'accueil en faveur de la petite enfance, de l'enfance et de la jeunesse
  - Les actions inscrites dans le Contrat Temps Libre (CTL)
  - Les actions menées dans le cadre de la prévention et la délinquance par la mise en place d'un Contrat Intercommunal de Sécurité et de Prévention de la Délinquance (CISPD)
8. SCOLAIRE, CULTUREL ET SPORT 
  - Informatisation des Écoles
  - Informatisation des Bibliothèques
  - Sports:

→ contribution à l'organisation d'épreuves sportives caractérisées à se dérouler sur le territoire de plusieurs communes de la Communauté, par leur qualification d'évènement à intérêt régional.
→ Soutien financier ponctuel aux associations sportives, culturelles et artistiques organisant des manifestations ayant un rayonnement sur  l'ensemble du territoire et un impact sur la jeunesse.
  - Classe d'intégration Scolaire (Clis)
    - la mise à disposition du matériel et du personnel auprès de l'enseignant
    - prise en charge de l'intégralité des coûts incombant à la gestion de la CLIS
9. TOURISME
  - aménagement, structuration de l'offre touristique locale
  - organisation de la production et de la valorisation de l'offre
  - création, promotion et mise en marché de l'offre touristique locale
  - accueil et information en partenariat avec les acteurs touristiques locaux
  - mobilisation, coordination, animation et formation des acteurs locaux
  - la promotion des lieux d'accueil, de séminaires, et de toutes autres manifestations favorisant le développement économique, culturel (exemple : poterie à Aoste et travail sur bois à Pont de Beauvoisin) et touristique du territoire de la Communauté de Communes